# Св. св. Константин и Елена (Битоля)
Вижте пояснителната страница за други значения на свети свети Константин и Елена.
„Св. св. Константин и Елена“ (на македонска литературна норма: „Св. св. Константин и Елена“) е православна църква в Битоля, Северна Македония. Част е от Преспанско-Пелагонийската епархия на Македонската православна църква – Охридска архиепископия.
Църквата е изградена в 1903 година във влашката махала. В 1905 година е овладяна от румънската община. Иконостасът е изписан в 1905 година от влашкия художник Коста Шкодряну, който разчупва традиционните схеми на религиозната живопис от края на XIX век, като внася класицистичен, романтически и реалистически елементи.
Църквата пострадва по време на Първата световна война. След Втората световна война е разрушена и на нейно място е построен хотел „Епинал“. В 1969 година е построена наново в същата махала.
В 2016 година собствеността на църквата е отнета от Комуната на власите в Битоля „Братя Манаки“ и е предадена на Македонската православна църква.